# Paul Peikert
Paul Peikert (ur. 1 października 1884 w Langendorf ob. Bodzanów, zm. 18 sierpnia 1949 w Bredenborn w Westfalii) – niemiecki duchowny katolicki, w latach 1932–1946 proboszcz parafii św. Maurycego we Wrocławiu, autor Kroniki dni oblężenia Wrocławia 22.I – 6.V.1945 – dokumentu szczegółowo opisującego życie wewnątrz oblężonej przez Armię Czerwoną pod koniec II wojny światowej Festung Breslau – „Twierdzy Wrocław”.

## Życiorys
Rodzicami Paula Peikerta był stolarz Józef oraz Karolina z domu Rother. Po ukończeniu nauki w gimnazjum odbył studia teologiczne i 20 czerwca 1910 otrzymał święcenia kapłańskie z rąk kardynała Koppa. W parafii Wansen (ob. Wiązów w powiecie strzelińskim) przez ponad rok był wikarym; stamtąd przeniesiono go do Jawora, gdzie zastąpił chorującego proboszcza ks. Josepha Ginelle, a w 1913 do wrocławskiej parafii św. Henryka. Po dalszych trzech latach, w 1916 trafił do Grodkowa (Grottkau), gdzie objął posługą duszpasterską zakład wychowawczy.
Na początku 1918 r. powierzono mu administrację parafii św. Wawrzyńca w podwrocławskich Żernikach (niem. Neukirch, dziś osiedle Wrocławia). 15 listopada 1918 r. został ustanowiony duszpasterzem lokalii w Sobięcinie (niem. Niederhermsdorf, ob. dzielnica Wałbrzycha) – filii parafii katolickiej w Wałbrzychu. W 1920 r. lokalia w Sobięcinie została podniesiona do rangi parafii, a ks. Peikert 20 lutego 1923 został jej pierwszym proboszczem. Praca w ponad 12-tysięcznej osadzie górniczej, gdzie jedynie 1/3 mieszkańców było katolikami, dawała mu wiele zadowolenia i zamierzał w niej pozostać do śmierci.
Wbrew swoim planom, w 1928 Peikerta przeniesiono do Wałbrzycha, a w 1932 kuria wybrała go spośród ponad stu kandydatów na proboszcza parafii św. Maurycego we Wrocławiu. Przez kilka pierwszych lat na nowej placówce Peikert uruchomił budowę kościoła filialnego św. Józefa przy Ofenerstraße (dziś Krakowskiej), uporządkowania cmentarzy parafialnych, a także wyposażenia kościoła w nowy ołtarz.
17 sierpnia 1937 Peikert został aresztowany na trzy miesiące po tym, jak podczas rewizji w kościele gestapo znalazło trzy egzemplarze „Listu otwartego do Goebbelsa”, napisanego w odpowiedzi na wystąpienie ministra propagandy Rzeszy przeciw kardynałowi Mundeleinowi. Peikerta oskarżono o rozpowszechnianie „Listu”, ale pomimo śledztwa nic mu nie udowodniono i 11 listopada wypuszczono na wolność. Kłopoty z tajną policją nie stanęły na przeszkodzie mianowaniu Peikerta radcą kościelnym, którą to funkcję powierzył mu kardynał Bertram 26 listopada 1940.
Pod koniec oblężenia Wrocławia w 1945 roku przebywał w całej parafii sam, skrupulatnie spisując w swoim dzienniku kolejne dni nalotów, ostrzeliwań, bombardowań, wyburzeń i pożarów. Jego kronika, wydana po wojnie drukiem, stała się cennym dokumentem źródłowym, pozwalającym odtworzyć przebieg oblężenia. Po wojnie wyjechał do Westfalii, gdzie w Bredenborn w powiecie Höxter do śmierci pełnił obowiązki wikarego.
Z inicjatywy i fundacji ks. Peikerta powstało wiele elementów wystroju i wyposażenia kościołów, w których pełnił posługę duszpasterską.